# NK 뉴스
NK 뉴스(NK News)는 조선민주주의인민공화국에 대한 다루는 미국의 뉴스 웹사이트이다. 대한민국 서울특별시에 본사를 두고 있으며 워싱턴 DC와 런던에 기자들을 두고 있다. 보도는 조선중앙통신이 제공한 기사, 북한이탈주민과의 인터뷰, NGO 및 서방 정부가 발표한 보고서에서 수집한 정보 등을 기반으로 한다.

## 같이 보기
- 북한 언론 보도